# Reprodução sexuada

Ciclo reprodutivo com a produção de gâmetas durante a meiose, com genoma haploide. Na fertilização, gâmetas juntam-se para formar um zigoto diploide.

A reprodução sexuada é um tipo de reprodução que envolve um ciclo de vida complexo no qual um gâmeta (células reprodutivas haploides, como um espermatozoide ou óvulo) com um único conjunto de cromossomas combina-se com outro gâmeta para produzir um zigoto que se desenvolve num organismo composto por células com dois conjuntos de cromossomas (diploides). Isso é típico em animais, apesar de o número de conjuntos de cromossomas variar, especialmente entre plantas, fungos e outros eucariotas.
A reprodução sexuada é o ciclo de vida mais comum em eucariotas multicelulares, como animais, fungos e plantas. A reprodução sexuada também ocorre em alguns eucariotas unicelulares.  A reprodução sexuada não ocorre em procariontes, organismos unicelulares sem núcleo celular, como bactérias e archaea. No entanto, alguns processos em bactérias, incluindo conjugação, transformação e transdução bacteriana, podem ser considerados análogos à reprodução sexuada na medida em que incorporam nova informação genética. Algumas proteínas e outros componentes que são fundamentais para a reprodução sexuada podem ter surgido em bactérias, mas acredita-se que a reprodução sexuada tenha se desenvolvido num antigo ancestral eucariótica.
Nos eucariotas, as células precursoras diploides dividem-se para produzir células haploides, que se formam nas gónadas, num processo chamado meiose. Na meiose, o ADN é replicado para produzir um total de quatro cópias de cada cromossoma. Isto é seguido por duas divisões celulares para gerar gâmetas haploides. Depois que o ADN é replicado na meiose, os cromossomas homólogos emparelham-se de modo que as suas sequências de ADN fiquem alinhadas umas com as outras. Durante este período antes das divisões celulares, a informação genética é trocada entre cromossomAs homólogos na recombinação genética. Os cromossomas homólogos contêm informações altamente semelhantes, mas não idênticas, e ao trocar regiões semelhantes, mas não idênticas, a recombinação genética aumenta a diversidade genética entre as gerações futuras.
Quando se dá a fecundação, também ocorre outro fenómeno — a cariogamia — que consiste na fusão dos núcleos dos dois gâmetas. Os núcleos dos gâmetas fundem-se e cada gâmeta contribui com metade do material genético do zigoto. Depois que estes processos ocorrem, forma-se o ovo (célula ovo) ou zigoto que, por mitoses sucessivas (sem alteração no número de cromossomas), vai originar um novo indivíduo. Nas plantas, a fase diploide, conhecida como esporófito, produz esporos por meiose. Esses esporos então germinam e dividem-se por mitose para formar uma fase multicelular haploide, o gametófito, que produz gâmetas diretamente por mitose. Este tipo de ciclo de vida, envolvendo alternância entre duas fases multicelulares, o gametófito sexual haploide e o esporófito diploide assexuado, é conhecido como alternância de gerações. Conquanto, por meiose, o número diploide de cromossomas é reduzido à metade (n — haploide); e pela fecundação, restabelece-se o número 2n (diploide) típico da espécie. Dessa maneira, ocorrem a troca e a mistura de material genético entre indivíduos de uma população, aumentando a variabilidade genética.
As espécies sexuadas são mais variáveis. Logo, um mínimo de tipos genéticos de uma mesma população podem adaptar-se às diferentes condições flutuantes, provendo uma chance maior para a continuação da população; ou até mesmo da sua espécie. Em geral, as espécies sexuadas são melhor adaptadas a ambientes novos e sob influência de mudanças abruptas.
A vantagem da reprodução sexuada é que ocorrerá "diluição" das características parentais entre os descendentes, o que acarretará uma maior heterogeneidade. Isso é bom para aumentar as chances de sobrevivência dos organismos em caso de estresse ambiental. Assim, há chances de que, nesta diluição, ameaças parasitárias ou no próprio material genético dos progenitores seja superada. No entanto, experimentos demonstraram que a vantagem em sobrevivência de indivíduos gerados por reprodução sexuada não foi maior do que a de indivíduos gerados de forma assexuada.
Como já foi abordado, a meiose é um tipo especial de divisão celular, que tem como objetivo a produção de gâmetas. Por isso, a meiose ocorre em tecidos especiais. Estes tecidos denominam-se gametângios.
Ao contrário do que sucede com os animais, em que os gâmetas se formam por meiose a partir das células das gónadas, nas plantas raramente resultam diretamente da meiose. Geralmente, a meiose origina esporos. Neste caso, ocorre em estruturas denominadas esporângios.
Os tipos de plantas que fazem esse tipo de reprodução são, principalmente, as gimnospermas, plantas que conseguem produzir sementes, mas não conseguem produzir frutos.
A seleção sexual é um modo de seleção natural em que alguns indivíduos reproduzem melhor que outros de uma população porque são melhores em garantir o interesse dos parceiros pela reprodução sexual. É descrita como "uma poderosa força evolutiva que não existe em populações assexuadas".

## Evolução
A primeira evidência fossilizada de reprodução sexuada em eucariotas é do período Steniano, com cerca de 1,05 mil milhões de anos.
Os biólogos que estudam a evolução propõem várias explicações para o desenvolvimento da reprodução sexuada e a sua continuidade. Estas razões incluem a redução da probabilidade de acumulação de mutações deletérias, o aumento da taxa de adaptação a ambientes em mudança, lidar com a competição, reparação do ADN, mascarando mutações deletérias e reduzindo a variação genética a nível genómico. Todas estas ideias sobre o porquê de a reprodução sexual ter sido mantida são geralmente apoiadas, mas, em última análise, o tamanho da população determina se a reprodução sexual é totalmente benéfica. As populações maiores parecem responder mais rapidamente a alguns dos benefícios obtidos através da reprodução sexual do que as populações mais pequenas.
No entanto, modelos mais recentes apresentados nos últimos anos sugerem uma vantagem básica para a reprodução sexuada em organismos complexos de reprodução lenta.
A reprodução sexuada permite a estas espécies exibir características que dependem do ambiente específico que habitam e das estratégias particulares de sobrevivência que empregam.

## Seleção sexual
Para se reproduzirem sexualmente, tanto os machos como as fêmeas têm de encontrar um parceiro. Geralmente, a escolha do parceiro nos animais é feita pelas fêmeas, enquanto os machos competem entre si para serem escolhidos. Isto pode fazer com que os organismos façam grandes esforços para se reproduzirem, como lutar e exibir-se, ou produzir características extremas causadas por retroalimentação positiva chamada selecção de fuga de Fisher (Fisherian runaway). Assim, a reprodução sexuada, enquanto forma de selecção natural, tem um efeito na evolução. O dimorfismo sexual consiste na diferença de características fenotípicas básicas entre machos e fêmeas da mesma espécie. O dimorfismo encontra-se nos órgãos sexuais e características sexuais secundárias, tamanho do corpo, força física e morfologia, ornamentação biológica, comportamento e outras características corporais. No entanto, a seleção sexual só pode ocorrer durante um longo período de tempo, conduzindo ao dimorfismo sexual.

## Proporção sexual
Com exceção de algumas vespas eussociais, os organismos que se reproduzem sexualmente têm uma proporção sexual de nascimentos de machos para fêmeas de 1:1. O estatístico e biólogo inglês Ronald Fisher descreveu uma explicação para tal chamada princípio de Fisher. Baseia-se no seguinte:
1. Admita que os nascimentos de homens são menos comuns do que os nascimentos de mulheres.
2. Um macho recém-nascido tem melhores perspectivas de acasalamento do que uma fêmea recém-nascida e pode esperar ter mais descendentes.
3. Assim sendo, os pais geneticamente propensos a ter filhos do sexo masculino tendem a ter um maior número médio de netos nascidos desses filhos do sexo masculino.
4. Portanto, os genes que levam à tendência para produzir machos estão a espalhar-se, e os nascimentos de machos estão a tornar-se mais comuns.
5. À medida que se aproximam da proporção sexual de 1:1, a vantagem associada à produção de machos diminui.
6. O mesmo raciocínio pode ser feito para as fêmeas se fossem completamente substituídas por machos. Logo, a relação de equilíbrio é de 1:1.

## Animais

### Fertilização e cópula
Dependendo do local onde ocorre a fertilização, dentro ou fora do corpo da fêmea, é designada por fertilização interna ou externa, respetivamente.

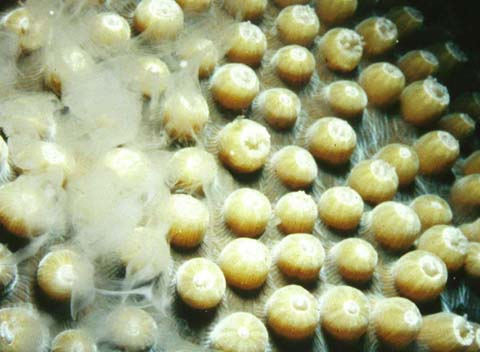
Desova de um coral duro. Os gâmetas são fertilizados na água

- A fertilização externa ocorre geralmente na água e é maioritária nos animais aquáticos. O macho e a fêmea libertam os seus gâmetas na água, onde se fundem (fertilização). Geralmente, o macho e a fêmea fazem algum tipo de cortejo e libertam os seus gâmetas muito próximos, facilitando o encontro do óvulo e do espermatozóide (por exemplo, nos peixes teleósteos). Outras vezes, são libertadas enormes quantidades de gâmetas de forma sincronizada, flutuando até que a fertilização ocorra por acaso, como nos corais. Entre os vertebrados, a fecundação externa é típica da maioria dos peixes e nos anfíbios anuros, como os sapos e as rãs.

A fecundação externa geralmente não requer cópula, mas pode exigir um contacto próximo entre os sexos, como no exemplo dos anfíbios anuros; por exemplo, o sapo macho permanece abraçado às costas da fêmea e quando esta deposita os seus ovos na água, o macho deposita o seu esperma sobre os ovos. Mas pode haver casos em que a cópula ocorre e a fecundação é, no entanto, externa, como acontece em oligoquetas como minhocas; estes animais são hermafroditas e os dois membros do par copulam penetrando um no outro, mas o esperma de cada um fica armazenado num receptáculo seminal do outro, onde não existem óvulos; então, o animal cria um casulo de espuma na zona do clitelo, e esse casulo envolve essa parte do seu corpo na parte exterior, e a minhoca liberta os gâmetas no casulo, pelo que a fecundação ocorre aí, sendo portanto exterior; sai então do casulo com os ovos fertilizados.

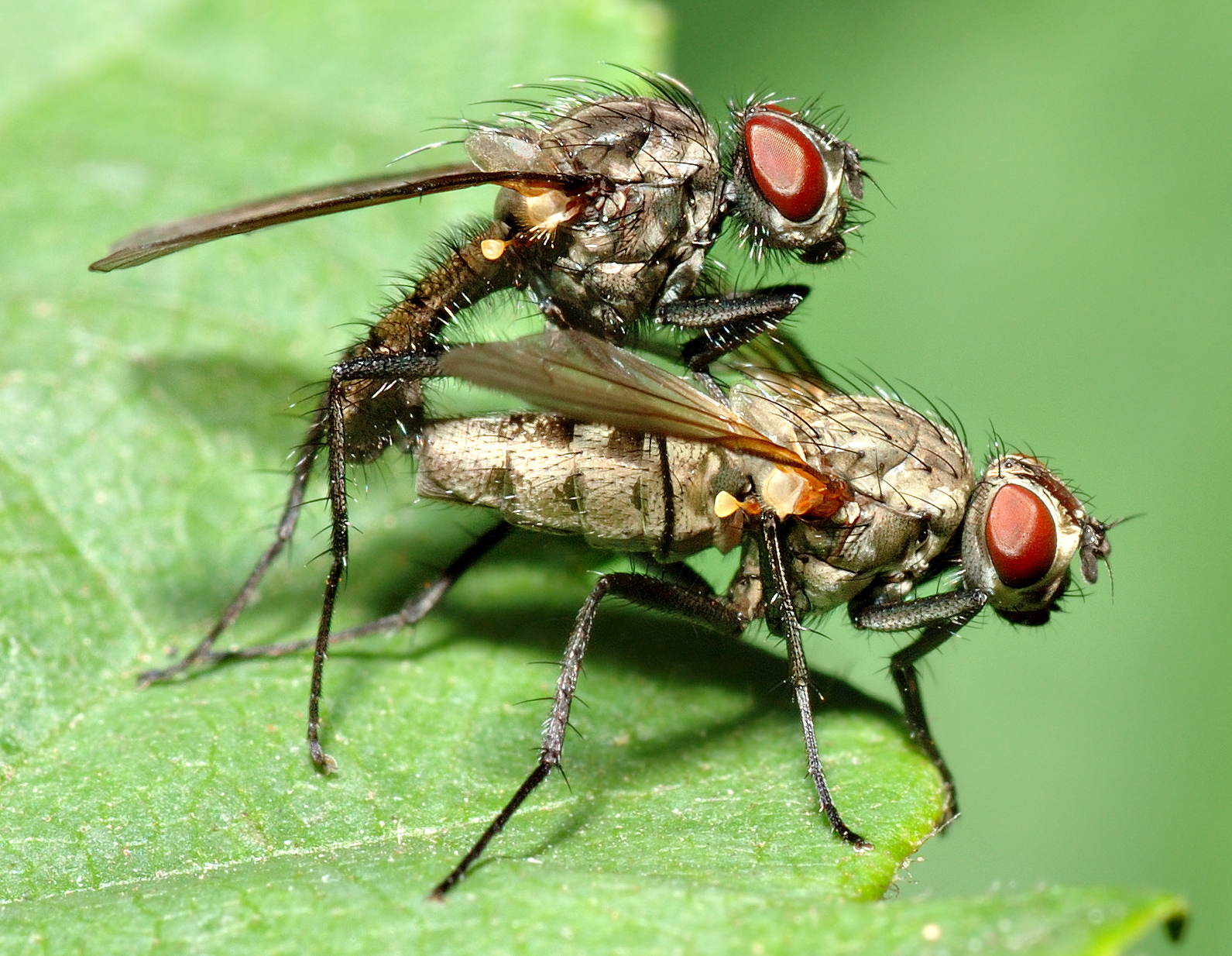
Acoplamento e fertilização interna em Diptera

- A fecundação interna ocorre no interior do corpo da fêmea. É característico dos animais terrestres, mas também dos animais aquáticos, como os peixes cartilagíneos e alguns invertebrados. A fertilização interna requer quase sempre cópula, através da qual o macho deposita os espermatozóides dentro do trato genital feminino. Normalmente, o órgão copulador é um pénis, ou uma barbatana modificada como pénis (tubarões), mas podem ser outras estruturas, como os pedipalpos das aranhas (por onde passa o esperma) ou o braço hectocótilo dos cefalópodes (que quando encontrado dentro da cavidade palial das fêmeas foi inicialmente considerado um verme parasita). Alguns pássaros machos têm pénis, mas muitas espécies não, e simplesmente juntam as suas cloacas para que a fertilização interna possa ocorrer.

 Também a juntar-se às cloacas está o réptil primitivo tuatara da Nova Zelândia.
 Alguns invertebrados de vida séssil podem ter pénis, como os percebes, cujos pénis são proporcionalmente de tamanho recorde, uma vez que necessitam de alcançar um indivíduo próximo, que ainda estará a alguma distância.

Por vezes a cópula é muito complexa, como nos caracóis, animais hermafroditas, que podem funcionar como machos ou fêmeas, mas quando acasalam, um age como macho e o outro como fêmea, e aquele que age como macho tem de literalmente furar o corpo daquele que age como fêmea (esta última não tem poro genital) e injectar os gâmetas na cavidade palial. Existem também casos de fertilização interna sem cópula, como nos escorpiões, em que o macho deposita um pacote de esperma (espermatóforo) no solo, que a fêmea recolhe depois com o seu poro genital. Na maioria dos anfíbios urodelóides também há fecundação interna com espermatóforos (mas algumas espécies reproduzem-se por fecundação externa, como os anuros).
Alguns animais podem armazenar o esperma do macho e utilizá-lo mais tarde, no momento certo. Por exemplo, a rainha das abelhas acasala uma vez e armazena esperma, e depois pode escolher entre pôr ovos fertilizados com esse esperma, que dão origem a obreiras diploides, ou ovos não fertilizados que se desenvolvem por partenogénese e dão origem a machos haploides.

### Nutrição embrionária
A reprodução sexuada pode ser classificada em três tipos principais de acordo com a forma como o embrião é nutrido durante o seu desenvolvimento. Podemos distinguir os seguintes tipos de reprodução sexuada: ovípara, ovovivípara e vivípara.

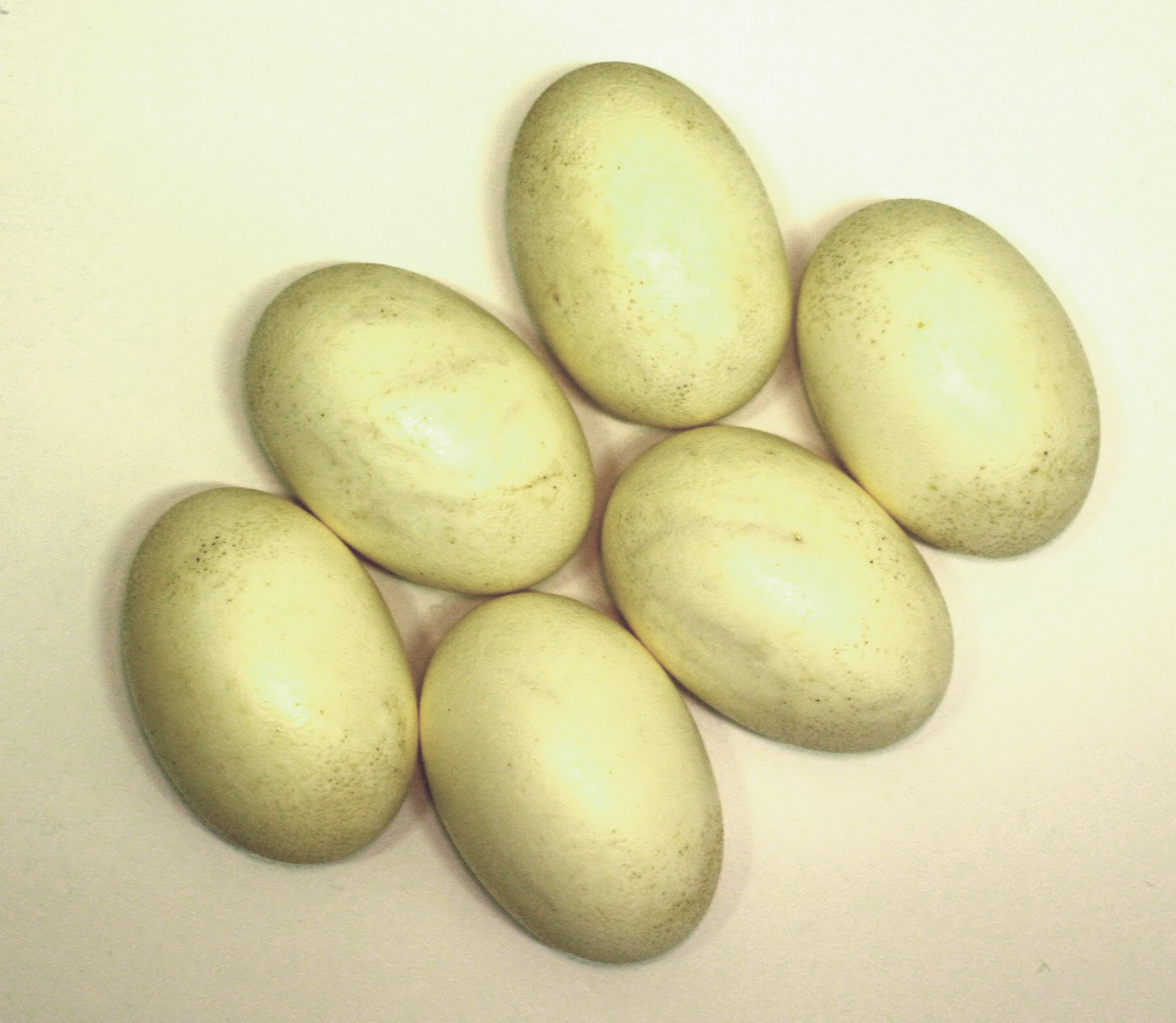
Ovos de crocodilo do Nilo

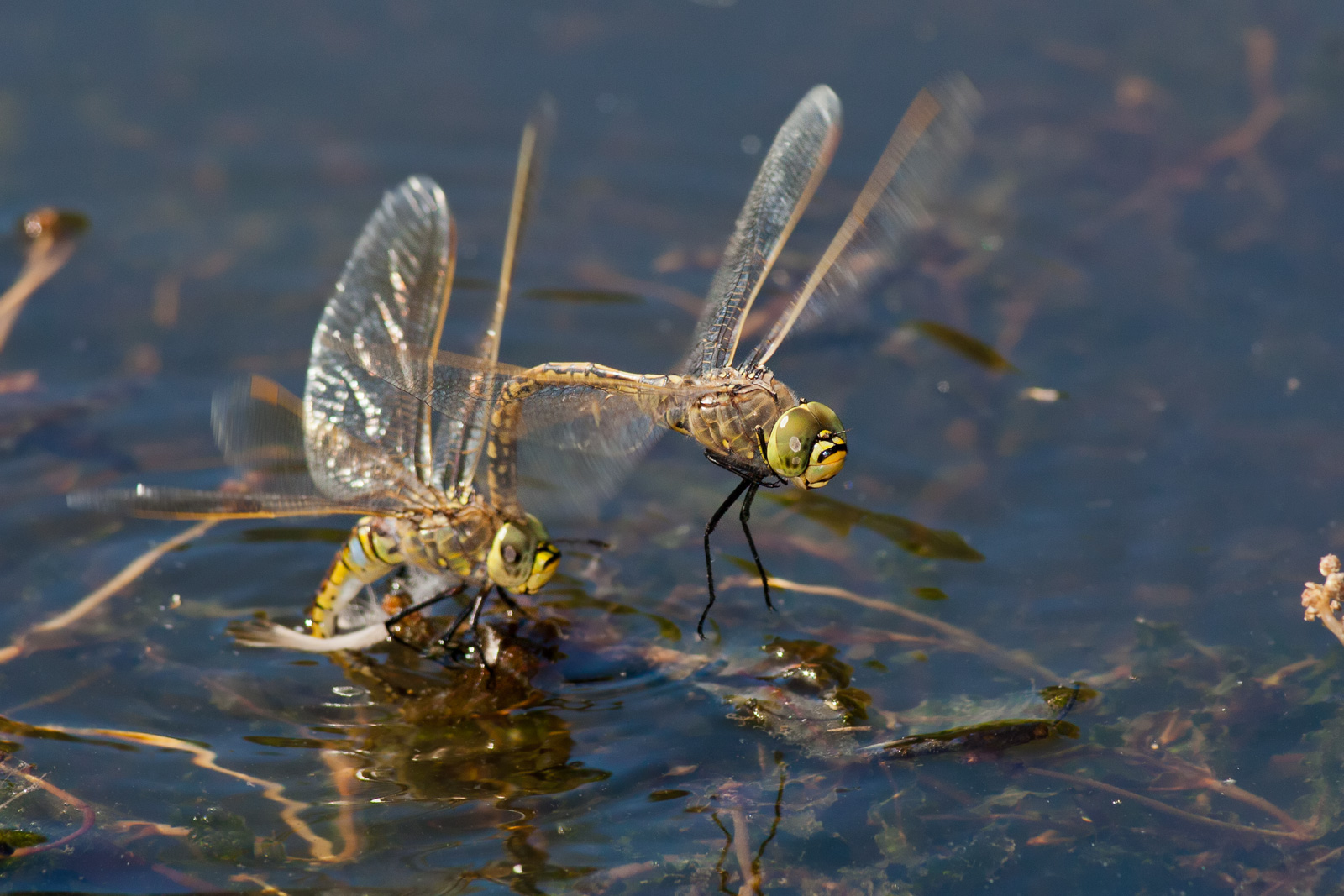
Hemianax papuensis a colocar ovos, seguros pelo macho.

- Reprodução ovípara (pondo ovos). A fêmea põe ovos no exterior que transportam os nutrientes necessários para que o embrião seja nutrido durante o seu desenvolvimento. Estas substâncias (da clara e da gema do ovo) tiveram origem nas glândulas do corpo da mãe que formaram o ovo, mas o ovo é depois depositado fora do corpo da fêmea, na terra ou na água. A maioria dos invertebrados são ovíparos, assim como os peixes teleósteos e muitos peixes cartilagíneos (outros são ovovivíparos ou mesmo vivíparos), e a maioria dos anfíbios e répteis (alguns são também ovovivíparos), mas entre os mamíferos os únicos ovíparos são os monotremados (ornitorrinco, equidnas). Os ovos que são postos em terra necessitam de permanecer num local húmido, como os de muitos invertebrados terrestres, ou podem ser ovos com membranas e cascas à volta que os protegem, como os dos vertebrados amniotas. O ovo deve permitir a troca de oxigénio e dióxido de carbono com o meio exterior, para que o embrião possa respirar; é por isso que as cascas dos ovos são porosas ou alguns peixes ou polvos cuidam dos seus ovos criando correntes de água que os oxigenam. As conchas podem ser calcárias (aves, alguns répteis) ou membranosas duras e flexíveis (répteis). Os ovos de peixe podem ser deixados a flutuar na água em grandes quantidades (sardinhas) ou depositados em locais abrigados (em buracos, debaixo de algas ou plantas ou em ninhos preparados pelo animal). Nos cavalos-marinhos a fêmea deposita os seus ovos dentro de uma bolsa especial na barriga do macho, onde se desenvolvem e eclodem, fazendo parecer que o macho está "grávido".[36] As aves são as que constroem os ninhos mais elaborados e incubam os ovos, pois o seu embrião necessita de calor, embora existam exemplos em que não constroem ninhos, como o pinguim-imperador, que mantém os seus ovos quentes entre as patas e a barriga. Crocodilos e algumas cobras, como a cobra-real constroem ninhos que são montes de terra e folhas.[37] Algumas pítons incubação de ovos.[37]
- Reprodução ovovivípara. Ocorre em animais que se reproduzem por postura de ovos, mas não põem ovos, ou seja, os ovos permanecem dentro do corpo da fêmea e aí se desenvolvem integralmente, pelo que no final as crias dão à luz tal como os animais vivíparos, mas ao contrário deles, os embriões são nutridos exclusivamente pelos materiais armazenados no ovo, sem receberem alimento diretamente da mãe (como fazem os animais vivíparos placentários através da placenta). Algumas cobras e lagartos e muitos peixes cartilagíneos, como muitos tubarões, são ovovivíparos. Alguns tubarões ovovivíparos praticam oofagia (comer ovos não fertilizados no útero), como a raposa, ou mesmo canibalizam os seus irmãos intrauterinos, como Carcharias taurus.[38]

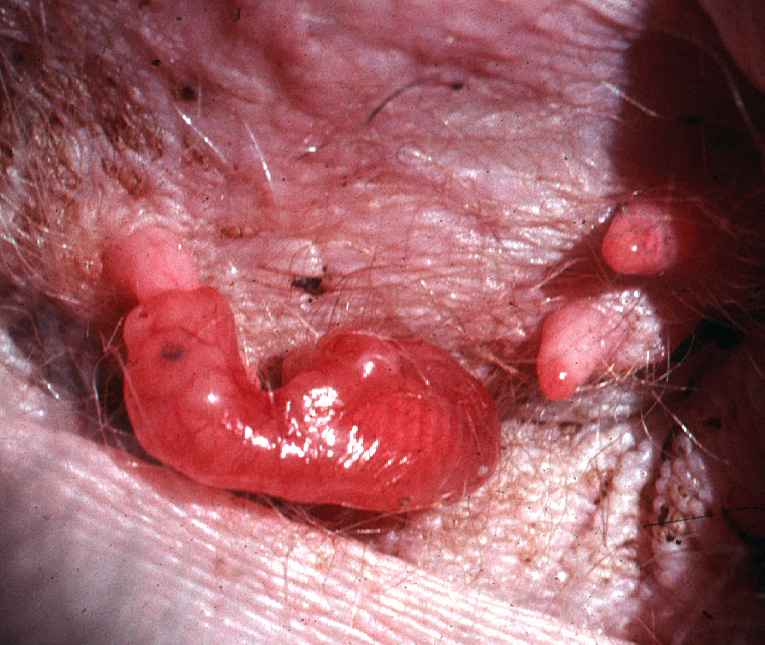
Bebé canguru ainda em estado embrionário dentro da bolsa marsupial da mãe, agarrado a um mamilo

- Reprodução vivípara. Ocorre em animais que dão à luz as suas crias e alimentam o embrião através da mãe. Ocorre em mamíferos placentários, marsupiais e certos tubarões (tubarão-limão, tubarão-martelo[39]) que possuem uma espécie de placenta (diferente da dos mamíferos). Os placentários constituem a grande maioria dos mamíferos, e caracterizam-se por formarem uma estrutura denominada placenta fixada às paredes do seu útero que comunica a circulação sanguínea materna com a do embrião através do cordão umbilical; através da placenta ou o embrião recebe nutrientes e oxigénio.

Um caso diferente de viviparidade é o dos marsupial, em que a placenta não é formada, mas as crias nascem ainda sob a forma de embrião; por exemplo, o embrião de um canguru emerge da sua cloaca que mede alguns centímetros e ainda não tem patas traseiras e deve rastejar pela barriga da mãe até entrar na bolsa (marsúpio); Se o conseguir, agarra-se com a boca a um dos mamilos das glândulas mamárias da mãe que estão dentro da bolsa e assim continua o seu desenvolvimento. Neste caso, o embrião alimenta-se do leite da mãe, enquanto nos mamíferos placentários são as crias ainda pequenas, mas já desenvolvidas (não são embriões) que se alimentam do leite. A maioria das fêmeas de mamíferos só são férteis durante determinados períodos do seu ciclo estral, altura em que estão prontas para acasalar e conceber. Os machos de muitas espécies apresentam também um pico de atividade sexual em determinadas alturas do ano.

## Plantas
No ciclo vital das plantas existe uma fase de produção de esporos que é realizada por meiose e que se designa por fase esporófito. Os esporos germinam assexuadamente, dando origem a uma planta denominada gametófito, que realiza reprodução sexuada. Os gametófitos dos diferentes grupos de plantas variam em tamanho e importância. Nas angiospérmicas, os gametófitos são muito pequenos e possuem muito poucas células, sendo simplesmente o grão de pólen e o saco embrionário localizados no pistilo, enquanto o esporófito é a planta que se vê. Nas samambaias, o gametófito é um pouco maior, mas também de menor tamanho quando comparado com o esporófito (esta é a planta samambaia que se vê). Pelo contrário, nos musgos o gametófito é grande e constitui a fase mais importante do seu ciclo de vida. A esta alternância entre esporófito e gametófito dá-se o nome de alternância de gerações.

### Plantas com flor

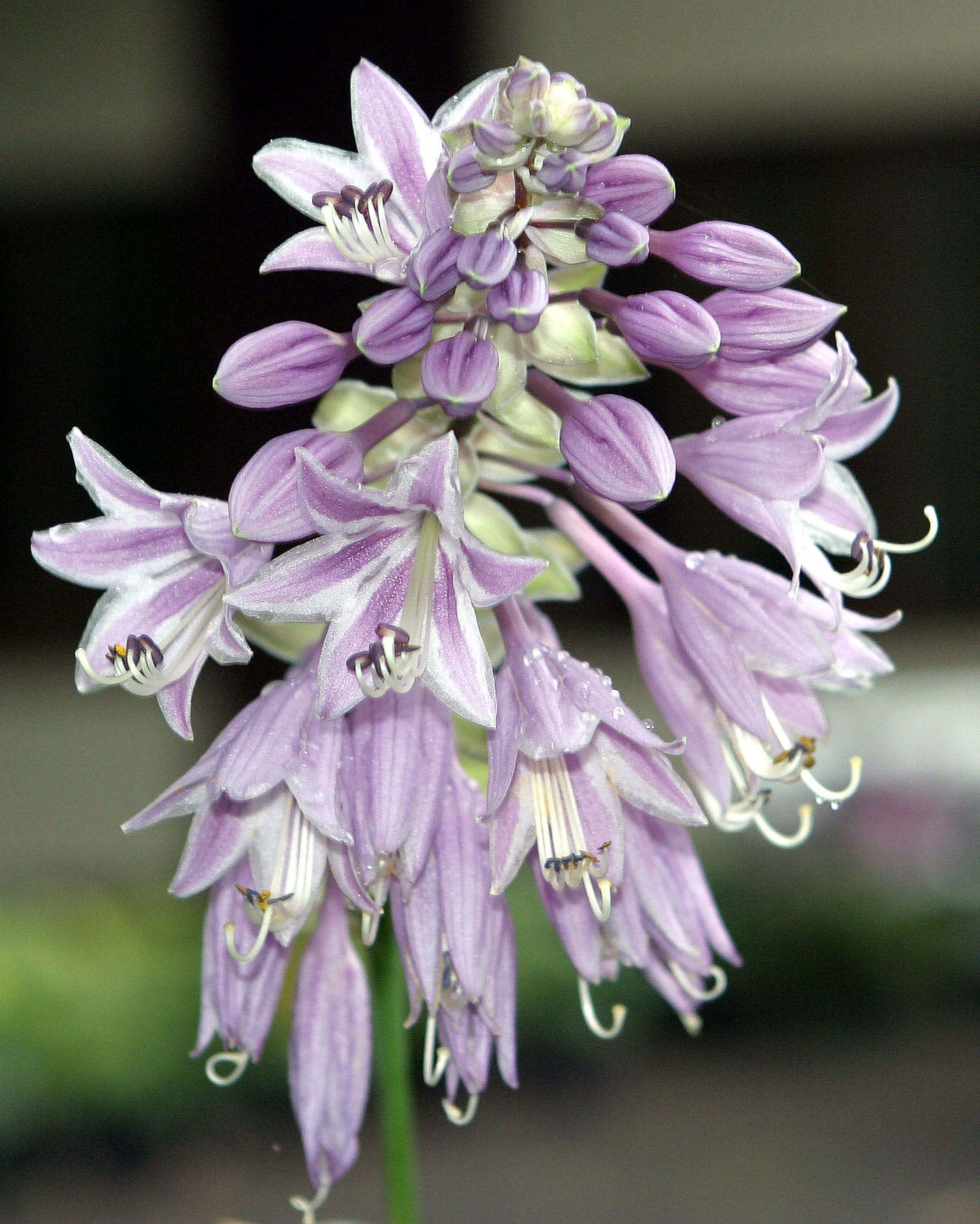
As flores son os órganos sexuais das plantas anxiospermas

Nas angiospermas a reprodução sexuada ocorre nas flores. Os detalhes variam consoante o grupo de plantas, mas é característico que ocorra dupla fecundação. Em geral, o grão de pólen (gametófito masculino) é produzido na antera dos estames da flor, que contém células e núcleos que funcionam como gâmetas. No primórdio seminal do ovário do pistilo da flor encontra-se o saco embrionário (gametófito feminino) que contém o óvulo ou oosfera ou gâmeta feminino e outras células. A passagem do pólen do estame para o pistilo é designada por polinização, que é geralmente realizada pelo vento ou transportada pelos animais. A maioria das plantas tem polinização cruzada (entre indivíduos diferentes), mas algumas têm autopolinização (a mesma flor pode autofecundar-se). Quando o pólen atinge o estigma do pistilo, um longo tubo polínico cresce a partir dele e chega ao saco embrionário na parte inferior do pistilo. Os gâmetas masculinos descem pelo tubo polínico, entram no saco embrionário e aí se dá a dupla fecundação. Um dos núcleos haploides do pólen funde-se com o óvulo haploide e forma o zigoto diploide, que dará origem ao embrião da planta, e o outro núcleo haploide do pólen funde-se com o núcleo do endosperma do saco embrionário, que é diploide, e como resultado surgirá um tecido triploide chamado endosperma que armazena substâncias de reserva. O saco embrionário desenvolve-se, dando origem à semente que contém o embrião no seu interior, enquanto os tecidos do ovário pistilo crescem para formar o fruto, que envolve as sementes.
Em 2013, foram encontradas flores do período Cretácico (há 100 milhões de anos) preservadas em âmbar, o que é a evidência mais antiga de reprodução sexuada em plantas. Foram observados tubos polínicos em imagens de microscópio que cresceram a partir do grão de pólen e penetraram através do estigma da flor. O pólen examinado era pegajoso, pelo que se pensa que esta planta foi polinizada por insetos (entomófilos).

### Pteridófitas (fetos)
Entre as pteridófitas encontram-se o Psilotum, o Lycopodium, o Selaginella, o Equisetum e, as mais conhecidas, os fetos. A planta visível de um feto é um esporófito diploide que produz esporos haploides por meiose. O esporófito é a fase principal do ciclo de vida destas plantas. Os esporos são libertados e germinam, produzindo pequenos gametófitos haploides verdes, geralmente em forma de coração, que passam despercebidos. O gametófito possui anterídios e arquegónios onde os gâmetas haploides são formados por mitose. Os anterídeos dão origem aos gâmetas masculinos flagelados e móveis (antherozoides). Nos arquegónios formam-se os gâmetas femininos ou oosferas imóveis, que nunca saem dali. Quando a chuva ou resíduos molham o gametófito, os anterozóides nadam com os seus flagelos até atingirem os arquegónios, penetram neles e fundem-se com a oosfera, dando origem a um zigoto diploide. O zigoto cresce por mitose e forma o esporófito, enquanto o gametófito desaparece. Ao contrário das plantas com flor, os fetos necessitam de água para realizar a fertilização, uma vez que o anterozoide se desloca a nado.

### Briófitas (musgos)

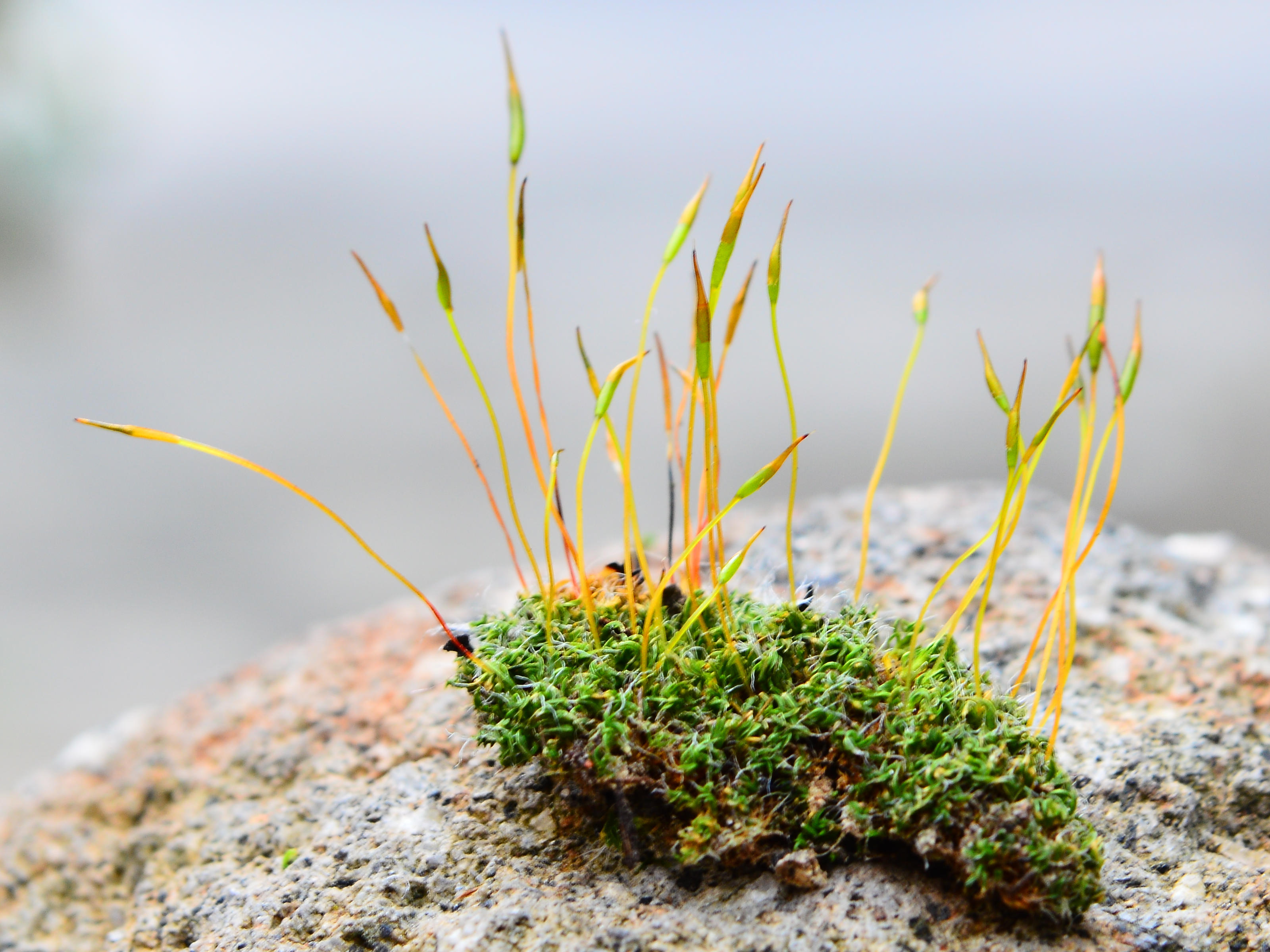
Musgo. O tapiz verde son os gametófitos e os pedúnculos que se erguen son os esporófitos

Os fungos podem reproduzir-se assexuadamente por esporos ou vegetativamente, mas também apresentam reprodução sexuada que pode ser de diferentes tipos dependendo do grupo considerado. Nos fungos superiores, a reprodução dos esporos ocorre no cogumelo, enquanto a reprodução sexuada ocorre no micélio que está enterrado no substrato. Na reprodução sexuada, alguns fungos produzem gâmetas que se fundem (gametogamia), que podem ser isogametas, anisogametas ou oogametas. Noutros grupos, os gâmetas (ou esporos do tipo conídios) fundem-se com os gametângios (gametogametângios ou conidiogamia). Gametângios inteiros também se podem fundir (gametangiogamia). Noutros grupos, duas células normais e indiferenciadas fundem-se como células sexuais, o que se designa por somatogamia. Os gametângios que podem aparecer em alguns tipos de fungos são estruturas multicelulares, mas não estão envolvidos por uma parede multicelular e, dependendo do grupo de fungos e das características, são designados por gametângios, espermatogónias, espermatângios, ovogónios ou ascogónios.

## Fungos
Os fungos podem reproduzir-se assexuadamente por esporos ou vegetativamente, mas também apresentam reprodução sexuada que pode ser de diferentes tipos dependendo do grupo considerado. Nos fungos superiores, a reprodução dos esporos ocorre no cogumelo, enquanto a reprodução sexuada ocorre no micélio que está enterrado no substrato. Na reprodução sexuada, alguns fungos produzem gâmetas que se fundem (gametogamia), que podem ser isogametas, anisogametas ou oogametas. Noutros grupos, os gâmetas (ou esporos do tipo conídios) fundem-se com os gametângios (gametogametângios ou conidiogamia). Gametângios inteiros também se podem fundir (gametangiogamia). Noutros grupos, duas células normais e indiferenciadas fundem-se como células sexuais, o que se designa por somatogamia. Os gametângios que podem aparecer em alguns tipos de fungos são estruturas multicelulares, mas não estão envolvidos por uma parede multicelular e, dependendo do grupo de fungos e das características, são designados por gametângios, espermatogónias, espermatângios, ovogónias ou ascogónias.